# Ellidshøj
Ellidshøj er en lille by i Himmerland med 486 indbyggere  (2024), beliggende i Ellidshøj Sogn 15 km. syd for Aalborg og 4 km. syd for Svenstrup. Byen ligger i Region Nordjylland og hører til Aalborg Kommune.

## Historie
I 1682 bestod landsbyen af 8 gårde. Det samlede dyrkede areal udgjorde 443,6 tønder land skyldsat til 47,08 tønder hartkorn. Dyrkningsformen var græsmarksbrug med tægter.
I 1875 beskrives byen således: "Ellidshøj med Kirke, Præstegaard, Skole og Jernbane-Holdeplads".